# Ohotonă roșie
Ohotona roșie (Ochotona rutila) este un mamifer din familia Ochotonidae a ordinului lagomorfelor, fiind astfel înrudită cu iepurii.  

## Descriere
Ohotona roșie măsoară în lungime 19,6–23 cm, din care 9,6–11 cm reprezintă coada; și cântărește 220–320 g. Blana pe spate este vara roșcată și iarna maro-deschis. Blana în partea inferioară a corpului este albă sau de culoarea ocrei. Urechile și membrele posterioare sunt în comparație cu iepurii relativ scurte, măsurând 2,7–2,9 cm, și, respectiv, 3,6–3,9 cm.

## Răspândire și habitat
Această specie trăiește în regiunea Turkestan, situată în Asia Centrală între deșertul Gobi și Marea Caspică, și cuprinzând Xinjiang, Kazahstan, Uzbekistan, Kârgâzstan, Tadjikistan și Turkmenistan. Ohotona poate fi întâlnită în munții Xinjiangului de Vest în China și sporadic în munții Asiei Centrale, precum Pamir și Tian-Șan.
Habitatul obișnuit sunt grohotișurile (îngrămădiri de bucăți de rocă colțuroase, de dimensiuni variabile, rezultate din dezagregarea mecanică a unor abrupturi stâncoase). Poate fi găsită la altitudini sub 3000 m.

## Comportament și ecologie
Ohotona roșie este o specie diurnă și este mai activă în zori de zi decât la căderea serii. Trăiește în familii care constau dintr-un mascul, o femelă și, în perioada de reproducere, puii lor. Populația tinde să rămână constantă de-a lungul anilor. Densitatea acesteia se ridică la 12–20 indivizi, sau 3–3,5 familii, la hectar. Ca și alte specii de ohotone este un ierbivor generalist, care depozitează hrana sub forma unor grămezi de vegetație (iarbă, legume, alte plante erbacee).
Femela are în general două fătări pe an cu câte 2–6 (în medie 4,2) pui. Progenitura nu este activă reproductiv în anul nașterii, trăind împreună cu părinții.
Hermina este un prădător major. În 19 % din fecalele acesteia a fost descoperită blană de ohotonă.

## Statut și protecție
Nu se cunosc amenințări majore pentru această specie, deși densitatea joasă a populației și fertilitatea joasă ar putea fi prilejuri de îngrijorare. Odinioară a fost vânată pentru blană, dar aceasta nu se mai practică. Uniunea Internațională pentru Conservarea Naturii clasifică această specie drept neamenințată cu dispariția.